# Olli Juolevi
Olli Juolevi, född 5 maj 1998 i Helsingfors, är en finländsk professionell ishockeyback som spelar för Vancouver Canucks i National Hockey League (NHL). Han har tidigare spelat för HC TPS i Liiga; Utica Comets i American Hockey League (AHL) och London Knights i Ontario Hockey League (OHL).
Juolevi draftades av Vancouver Canucks i första rundan i 2016 års draft som femte spelare totalt.

## Statistik
| 2015–2016  | London Knights    | OHL        | 57  | 9  | 33  | 42 | 16 | 18 | 3 | 11 | 14 | 4 |
| 2016–2017  | London Knights    | OHL        | 58  | 10 | 232 | 42 | 36 | 14 | 3 | 5  | 8  | 8 |
| 2017–2018  | HC TPS            | Liiga      | 38  | 7  | 12  | 19 | 14 | 11 | 2 | 5  | 7  | 0 |
| 2018–2019  | Utica Comets      | AHL        | 18  | 1  | 12  | 13 | 2  | —  | — | —  | —  | — |
| 2019–2020  | Vancouver Canucks | NHL        | —   | —  | —   | —  | —  | 1  | 0 | 0  | 0  | 0 |
|            | Utica Comets      | AHL        | 45  | 2  | 23  | 25 | 24 | —  | — | —  | —  | — |
| 2020–2021  | Vancouver Canucks | NHL        | 21  | 2  | 1   | 3  | 0  | —  | — | —  | —  | — |
| NHL totalt | NHL totalt        | NHL totalt | 21  | 2  | 1   | 3  | 0  | 1  | 0 | 0  | 0  | 0 |
| AHL totalt | AHL totalt        | AHL totalt | 63  | 3  | 35  | 38 | 26 | —  | — | —  | —  | — |
| OHL totalt | OHL totalt        | OHL totalt | 115 | 19 | 65  | 84 | 52 | 32 | 6 | 16 | 22 |   |

### Internationellt
| Källa: Uppdaterad: 2021-05-05 | Källa: Uppdaterad: 2021-05-05 | Källa: Uppdaterad: 2021-05-05 |         | Utv = Utvisningsminuter | Utv = Utvisningsminuter | Utv = Utvisningsminuter | Utv = Utvisningsminuter | Utv = Utvisningsminuter |
| År                            | Lag                           | Mästerskap                    | Matcher | Mål                     | Assists                 | Poäng                   | Utv                     |                         |
| ----------------------------- | ----------------------------- | ----------------------------- | ------- | ----------------------- | ----------------------- | ----------------------- | ----------------------- | ----------------------- |
| 2014                          | Finland                       | Ivan Hlinka                   | 4       | 0                       | 1                       | 1                       | 4                       |                         |
| 2016                          | Finland                       | JVM                           | 7       | 0                       | 9                       | 9                       | 4                       |                         |
| 2017                          | Finland                       | JVM                           | 6       | 0                       | 2                       | 2                       | 0                       |                         |
| 2018                          | Finland                       | JVM                           | 5       | 1                       | 3                       | 4                       | 0                       |                         |
| Junior totalt                 | Junior totalt                 | Junior totalt                 | 18      | 1                       | 14                      | 15                      | 4                       |                         |